# Earthling (Eddie Vedder)
Earthling è il terzo album in studio da solista del cantautore statunitense Eddie Vedder, pubblicato l'11 febbraio 2022 da Republic Records e Seattle Surf.

## Tracce
1. Invincible – 4:47
2. Power of Right – 3:34
3. Long Way – 4:46
4. Brother the Cloud – 4:22
5. Fallout Today – 3:20
6. The Dark – 3:56
7. The Haves – 5:06
8. Good and Evil – 2:43
9. Rose of Jericho – 2:30
10. Try – 2:50
11. Picture (feat. Elton John) – 4:00
12. Mrs. Mills – 4:02
13. On My Way – 2:08